# A5512CA
A5512CA（えー ごーごーいちにーシーエー）は、カシオ計算機およびカシオ日立モバイルコミュニケーションズ（現・NECカシオ モバイルコミュニケーションズ）が開発した、KDDIおよび沖縄セルラー電話のauブランドのCDMA 1Xの携帯電話である。

## 概要
同時発表されたG'zOne TYPE-R（A5513CA）の事実上の兄弟機種であり、G'zOne TYPE-Rとは対照的に女性を意識した可愛らしいデザインとなっている。

円型のサブディスプレイを搭載しており、G'zOne TYPE-Rと同じくカウントダウンタイマーやストップウォッチなどの時計機能が利用できるほか、GPSを使った安心ナビサービスにも対応している。

## 沿革
- 2005年5月23日 - KDDIから発表。
- 2005年7月上旬 - 順次発売。
- 2005年12月 - 販売終了。

## 電池パックが破裂し焼損する事故の発生
2009年10月15日、消費者庁は生命や身体被害に関する消費者事故を発表。この中で、本機の電池パックが破裂し、バッグと本機が焼損したことが明らかにされた。同庁では、消費者安全法に基き、同年10月5日から10月11日にかけて関係行政機関などから生命や身体被害に関する消費者事故として報告を受けた案件をまとめ公表した。なお、本機の事故は同年10月2日に青森県において発生しており、本機をバッグに入れていたところ電池パックが破裂し、本機とバッグが焼けてしまったというものであり被害状況は「火災」と報告されている。その後、同年11月4日にはKDDIが消費者庁が10月14日に製品起因が疑われる事故として公表した同機種のバッテリーパック破裂事故の調査が完了したと発表。今回の破裂事故は製品起因によるものではなく、バッテリーパックに外部から加圧などの大きなストレスが加わったことが原因で発生したという事がメーカー調査の結果で判明した。